# حركة الأحرار الفلسطينية
حركة الاحرار الفلسطينية (فتح الياسر سابقا) منظمة سياسية في غزة، فلسطين امينها العام خالد أبو هلال الذين انسحبا عن حركة فتح، وتعتبر الحركة إحدى الاجنحة المقاومة على الساحة الفلسطينية تم تبديل حركة فتح الياسر إلى حركة الأحرار الفلسطينية. تعتبر من المنظمات المؤيدة لمبدأ المقاومة من أجل إنهاء الاحتلال .

## وصلات خارجية
- حركة الأحرار الفلسطينية